# Aderet (énekesnő)
Aderet (Tel-Aviv, 1976 –) izraeli transzszexuális énekesnő, dalszövegíró, DJ. Leginkább dance, trance és house dalokat énekel.

## Karrier
2001-ben kiadta "Le'at Uvatuah" című kislemezét, amit a With out the Evil eye nagylemez követett. 2006-ban angol nyelvű lemezt adott ki 10th Floor címmel. Ezt követte a 2008-as Say No More kislemez, ami hatalmas siker lett Libanonban. Évekig kiadatlan volt a Jewish Girl című nagylemeze melyet végül 2012-ben adott ki. Nagy várakozás övezte, de sokan csalódtak is, mert a lemez csupán négy dalt, és azoknak remixeit tartalmazta. Aderet szerint ez csak az első rész, hamarosan jön majd egy második is, amelyen teljesen új dalok lesznek.
2013-ban Victory című dalával indult a Kdam Eurovision 2013 dalversenyen (hasonló, mint a hazánkban megrendezett A Dal), ahol hatalmas közönségsikert aratott, de végül nem az ő dala jutott ki a 2013-as Eurovíziós dalfesztiválra.
Aderet egyre népszerűbb a világ minden részén, még a CNN is beszámolt az Izraelben elért sikereiről.

## Diszkográfia

### Nagylemezek
- 2011 – Jewish Girl Part 1
- 2011 – Koma Asirit

### Kislemezek
- 2004 – Avir Linshima
- 2005 – Kah Oti Gavoaa
- 2005 – Everest
- 2005 – Doa
- 2006 – Koma Asirit
- 2006 – Chaos
- 2007 – Better Off Alone DJ Kobi Shaltiellel közös dal
- 2008 – Say No More
- 2008 – Call My Name Az IWR együttessel közös dal
- 2010 – Olam
- 2011 – Extraordinaire
- 2013 – Victory